# بيدرو سانشيز (سياسي)
بيدرو سانشيز بيريز كاستيخون (وُلد في 29 فبراير 1972) (يٌنطق بالإسبانية: بيدرو سانشيث) (بالإسبانية: Pedro Sánchez) هو سياسي إسباني يشغل منصب رئيس وزراء إسبانيا منذ يونيو 2018. وكان أيضًا الأمين العام لحزب العمال الاشتراكي الإسباني منذ يونيو 2017، وكان قد شغل المنصب في السابق منذ عام 2014 حتى عام 2016.
بدأ سانشيز مسيرته السياسية في عام 2004 كعضو مجلس مدينة في مدريد. قبل أن يُنتخب لمجلس النواب الإسباني في عام 2009. في عام 2014، انتُخب أمينًا عامًا لحزب العمال الاشتراكي الإسباني، ليصبح بذلك زعيمًا للمعارضة. قاد سانشيز الحزب خلال الانتخابات العامة غير الحاسمة لعامي 2015 و2016، إلا أنه استقال من منصب الأمين العام بعد فترة وجيزة بعد الانتخابات الأخيرة إثر خلافات عامة مع السلطة التنفيذية للحزب. أعيد انتخابه في وقت لاحق في انتخابات الزعامة بعد ثمانية أشهر، وهزم سوزانا دياز وباتشي لوبيز.
في 1 يونيو 2018، دعى حزب العمال الاشتراكي الإسباني إلى تصويت لحجب الثقة عن رئيس الوزراء ماريانو راخوي، لينجح في تمرير مشريع القانون بعد الفوز بتأييد أونيداس بوديموس، وأيضًا تأييد مختلف الأحزاب القومية والإقليمية. أدى سانشيز في ما بعد اليمين الدستورية كرئيس للوزراء من قبل الملك فيليب السادس في اليوم التالي. وتابع سانشيز طريقه لقيادة حزب العمال الاشتراكي الإسباني ليحصل على 38 مقعدًا في الانتخابات العامة في أبريل من عام 2019، وكان ذلك أول انتصار وطني لحزب العمال الاشتراكي الإسباني منذ عام 2008، وعلى الرغم من عدم حصوله على الأغلبية. بعد فشل المحادثات لتشكيل حكومة، فاز سانشيز مرة أخرى بأكبر عدد من الأصوات في الانتخابات العامة في نوفمبر من عام 2019، وفي يناير 2020 شكل حكومة ائتلاف مع أونيداس دوديموس.

## نشأته
وُلد بيدرو سانشيز بيريز كاستيخون في مدريد. والده اقتصادي ورجل أعمال ووالدته محامية وعاملة عامة في دائرة الضمان الاجتماعي. تخرج بيدرو سانشيز من معهد راميرو دي مايزتو، وهي مدرسة ثانوية عامة حيث لعب كرة السلة مع فريق إستوديانتيس كانتيرا، وهو ناد محترف له صلات مع المدرسة، ووصل معه إلى فريق ما دون 21 عامًا.
في عام 1990، ذهب سانشيز إلى جامعة كومبلوتينسي لدراسة الاقتصاد وعلوم الأعمال. في عام 1993، انضم إلى حزب العمال الاشتراكي الإسباني بعد فوز فيليبي غونزاليز في الانتخابات في ذلك العام. تخرج سانشيز في عام 1995. نال شهادة في السياسة والاقتصاد في عام 1998 بعد تخرجه من جامعة بروكسل الحرة وشهادة في قيادة الأعمال من كلية الأعمال في جامعة نافارا، وهي جامعة خاصة ورسولية معهد أوبوس داي. نال سانشيز درجة الدكتوراه في الفلسفة في إدارة الأعمال والاقتصاد عام 2012.
قبل ابتدائه لمسيرة مهنية في السياسة الإقليمية والوطنية، عمل سانشيز كمساعد برلماني في البرلمان الأوروبي وكرئيس موظفي الممثل الأعلى للأمم المتحدة في البوسنة خلال حرب كوسوفو، وكان أيضًا بروفيسورًا في الاقتصاد، إذ نشر أطروحة الدكتوراه الخاصة به «الدبلوماسية الاقتصادية الأوروبية الجديدة».

## مجلس مدينة مدريد
في عام 2003، ترشح سانشيز لانتخابات مجلس مدينة مدريد ضمن قائمة حزب العمال الاشتراكي الإسباني برئاسة ترينيداد خيمينيز. كان سانشيز في المرتبة ال23، غير أن حزب العمال الاشتراكي الإسباني لم يفز سوى ب21 مقعدًا فقط. لم يصبح سانشيز عضوًا في مجلس المدينة إلا بعد مرور عام، حين استقال اثنان من أعضاء المجلس الاشتراكي. وسرعان ما أصبح واحدًا من المكونات الأساسية لفريق زعيم المعارضة ترينيداد خيمينيز. في الفترة الواقعة بين 18 مايو 2004 و15 سبتمبر 2009، كان واحدًا من 57 عضوًا في مجلس مدينة مدريد، ممثلًا حزب العمال الاشتراكي الإسباني في مدريد.

## وصلات خارجية
- بيدرو سانشيز على موقع IMDb (الإنجليزية)
- بيدرو سانشيز على موقع الموسوعة البريطانية (الإنجليزية)
- بيدرو سانشيز على موقع مونزينجر (الألمانية)
- بيدرو سانشيز على موقع ميوزك برينز (الإنجليزية)
- (قناة الجزيرة): البرلمان الإسباني يقيل راخوي ويعين سانشيز